# Province de Churcampa
La province de Churcampa (en espagnol : Provincia de Churcampa) est l'une des sept  provinces de la région de Huancavelica, dans le centre du Pérou. Son chef-lieu est la ville de Churcampa.

## Géographie
La province couvre une superficie de 1 232,45 km2. Elle est limitée au nord par la province de Tayacaja, à l'est par la région d'Ayacucho, au sud par la province d'Acobamba et à l'ouest par la province de Huancavelica.

## Population
La population de la province s'élevait à 44 903 habitants en 2007.

## Subdivisions
La province de Churcampa est divisée en dix districts :
- Anco
- Chinchihuasi
- Churcampa
- Cosme
- El Carmen
- La Merced
- Locroja
- Pachamarca
- Paucarbamba
- San Miguel de Mayocc
- San Pedro de Coris